# Miquel Peiró i Victori
Miquel Peiró i Victori (7. února 1887, Aiguafreda – 25. července 1936, Barcelona) byl španělský římskokatolický laik, dominikánský terciář a mučedník. Katolická církev ho uctívá jako blahoslaveného.

## Život
Narodil se 7. února 1887 v Aiguafredě v provincii Barcelona. Byl pokřtěn osmý den po narození se jménem Miguel Mariano Ricardo. Po smrti jeho otce roku 1894 nastoupil do školy pro sirotky v obci Sant Julià de Vilatorta, kterou provozovali Synové Svaté rodiny. Později se odstěhoval za svou matkou do Roda de Ter, kde studoval na škole Sester dominikánek od Zvěstování Panny Marie, kterou vedla jeho teta generální hlavní sekretářka Dominga Victori. Po škole začal pracovat v textilní fabrice "Tecla Sala". Roku 1913 mu stejný majitel továrny umožnil pracovat na odpovědné pozici v jiné továrně v L'Hospitalet de Llobregat.
Dne 20. ledna 1915 se oženil s Franciscou Ribes Roger, která pocházela z Roda de Ter. Vstoupil také do Třetího řádu svatého Dominika a pracoval v kruhu katolických dělníků na něj navázaných. Je známo že byl fotbalovým fanouškem. Měl syna Josého, dominikánského studenta který zemřel roku 1938 během pronásledování katolické církve.
Dne 24. července 1936 odešel do Barcelony aby zjistil informace o svém bratrovi, dominikánovi Ramonu Peiró i Victori, který je dnes také blahoslaveným mučedníkem. Když byl svědkem požárů a ničení kostelů a klášterů odešel se smutkem zpátky do L'Hospitalet de Llobregat. Po modlitbě růžence byl v 11 hodin večer zatčen ve vlastním domě milicionáři, kteří hledali také jeho syna Josého. Rozloučil se se svou manželkou a krátce na to byl zastřelen ve věku 49 let. Jeho manželka požádala aby mu byl do rakve vložen krucifix.
Zemřel 25. července 1936 v Barceloně.

## Proces blahořečení
Dne 8. ledna 1958 byl v barcelonské arcidiecézi zahájen jeho proces blahořečení. Do procesu byl zařazen také další dominikánský terciář a 10 dominikánských sester. 
Dne 19. prosince 2005 uznal papež Benedikt XVI. jejich mučednictví. Blahořečeni byli 28. října 2007.